# Tenedos reygeli
Tenedos reygeli är en spindelart som beskrevs av Rudy Jocqué och Léon Baert 2002. Tenedos reygeli ingår i släktet Tenedos och familjen Zodariidae. Inga underarter finns listade i Catalogue of Life.